# Tatarka
Tatarka (справжнє ім'я Іри́на Олексáндрівна Смєлая) — російська співачка і  відеоблогер.

## Біографія і кар'єра
Народилася 21 грудня 1991 року в На́бережних Човнах. Пізніше переїхала до Санкт-Петербурга.
Популярність здобула завдяки DIY — передачам «Fashion Trashon», «М/Ж», а потім протягом двох років вела особистий канал на YouTube, в якому випускала ролики під назвою «Татарські будні». Чоловік Ірини — рейв-виконавець і блогер Ілля Прусікін («Ілліч»), лідер гурту Little Big.
Наприкінці 2016 року випустила дебютний кліп на пісню «Алтин», в якому співачка танцює на фоні машин в одязі від популярного дизайнера Гоші Рубчинського. За перший тиждень відео зібрало більше трьох мільйонів переглядів, а  журнал «Афіша» за підсумками 2016 року включив відео в список 100 кращих кліпів року. Музична композиція являє собою клауд-реп  татарською мовою. Кліп на сингл «Алтин» знімала продакшин-компанія «КлікКлак». Режисер Ельдар Джарахов, оператор — Аліна П'язок. Ця ж компанія працює з групою Little Big. Кліп знімався протягом двох днів, з використанням ефекту уповільнення шляхом rapid-зйомки. Пізніше виявилося, що сам кліп був великим рекламним роликом Samsung, оскільки саме відео було знято на новий смартфон компанії. За два місяці кількість переглядів відео зросла до 15 мільйонів. На червень 2017 року кліп подолав позначку 20 мільйонів переглядів.
Автором тексту пісні «Алтин» став директор казанського лейблу Yummy Music, хіп-хоп виконавець проекту Ittifaq Ільяс Гафаров. До Ільясу звернулися представники лейблу «КликКлак», знайомі з його творчістю, і запропонували написати текст пісні. Музику написав представник лейблу Віктор Сібрінін. Назва пісні в перекладі з татарської означає «Золота», а текст приспіву перекладається як «Я — золота, я — золота, я — красива золота квітка».
На початку 2017 року вийшов ще один сингл виконавиці в дуеті з Little Big — «U Can Take». Пісня також написана  татарською мовою, а партія Іллі Прусікіна, чоловіка Ірини, виконується англійською. За першу добу після публікації відеоролик зібрав більше двох мільйонів переглядів. У вересні 2017 вийшов третій кліп виконавиці — «Pussy Power».
Зараз Tatarka працює над записом свого дебютного альбому. Відомо, що альбом буде двома мовами, татарською та англійською.

## Особисте життя
6 липня 2016 відбулося весілля Ірини Смєлої з Ільєю Прусікіним.
26 листопада 2017 року  співачка народила сина Добриню від Іллі Прусікіна.
Подружжя розлучилося у серпні 2020 р..
З 13 листопада 2020 року у відносинах з Даниїлом Патлахом.

## Дискографія
Сингли
- 2016 — «Altyn»[21]
- 2017 — «U Can Take» (feat. Little Big)[22]
- 2017 — «Pussy Power»[23]
- 2019 — «AU»

## Відеокліпи
| № | Рік  | Назва                           |
| - | ---- | ------------------------------- |
| 1 | 2016 | «Altyn»                         |
| 2 | 2017 | «U Can Take» (feat. Little Big) |
| 3 | 2017 | «Pussy Power»                   |
| 4 | 2019 | «AU»                            |